# Robert Henke
Pour les articles homonymes, voir Henke.
Robert Henke, né en 1969 à Munich,  est un musicien allemand de musique électronique à l'origine du projet Monolake. Depuis 1997 il est également le gérant du label Imbalance Computer Music [i/cm] (anciennement Imbalance Recordings) et depuis 1999 du label Monolake/Imbalance Computer Music [ml/i].
Robert Henke définit ainsi sa musique: "Ma musique a trait à l'exploration du son, du rythme et de la structure, à l'interaction entre un événement sonore et l'espace dans lequel il se produit. Pendant des années Monolake a davantage été axé sur une musique de dancefloor tandis que je développais des environnements (drones) et des paysages sonores sous mon vrai nom." 
Robert Henke collabore parfois avec Deadbeat dans le cadre de performances musicales en ligne. Ils utilisent à cette fin un logiciel particulier: Atlantic Waves.

## Discographie
- Robert Henke - Piercing Music (1994, CD; réédité en 2003)
- Helical Scan - Index (1996, 12")
- Robert Henke - Floating Point (1997, CD)
- Robert Henke - Signal to Noise (2004, CD)
- Robert Henke - Layering Buddha (2006, CD/5x7")
- Robert Henke - Atom / Document (2008, CD)
- Monolake - Archaeopteryx (Constructed in 2020 by Robert Henke)